# Typhlotanais angulatus
Typhlotanais angulatus är en kräftdjursart som beskrevs av Rosalia Konstantinovna Kudinova-Pasternak 1966. Typhlotanais angulatus ingår i släktet Typhlotanais och familjen Nototanaidae. Inga underarter finns listade i Catalogue of Life.